# ポーターラーム駅
ポーターラーム駅（ポーターラームえき、タイ語: สถานีรถไฟโพธาราม ）は、タイ王国中部ラーチャブリー県ポーターラーム郡にある、タイ国有鉄道南本線の駅である。

## 概要
ポーターラーム駅は、タイ王国中部ラーチャブリー県の人口約14万人が暮らすポーターラーム郡にある。駅の正面側（西側）が市街地であり、300mほど行くとメークローン川が流れている。三等駅であり、1日に12本（6往復）の列車が発着しその内訳は快速列車1往復、普通列車5往復である。
当駅に発着するバンコク発着の列車は、トンブリー駅とクルンテープ駅の2箇所からの発着である為注意が必要である。クルンテープ駅から、快速列車利用で2時間30分程度である。

## 歴史
タイ国有鉄道南本線は東北本線、北本線に次ぐ3番目の幹線として1899年に着工された。南本線は前記2線とは異なり始めから1,000mm軌間を採用して敷設された。（前記2線は当初は標準軌間である1,435mmで敷設されたがその後1,000mm軌間に改軌された。）
1903年6月19日に旧トンブリー駅 - ペッチャブリー駅間が開業し、当駅もそれに伴い開業。
- 1903年6月19日 【開業】旧トンブリー駅 - ペッチャブリー駅 (150.49km)

## 駅構造

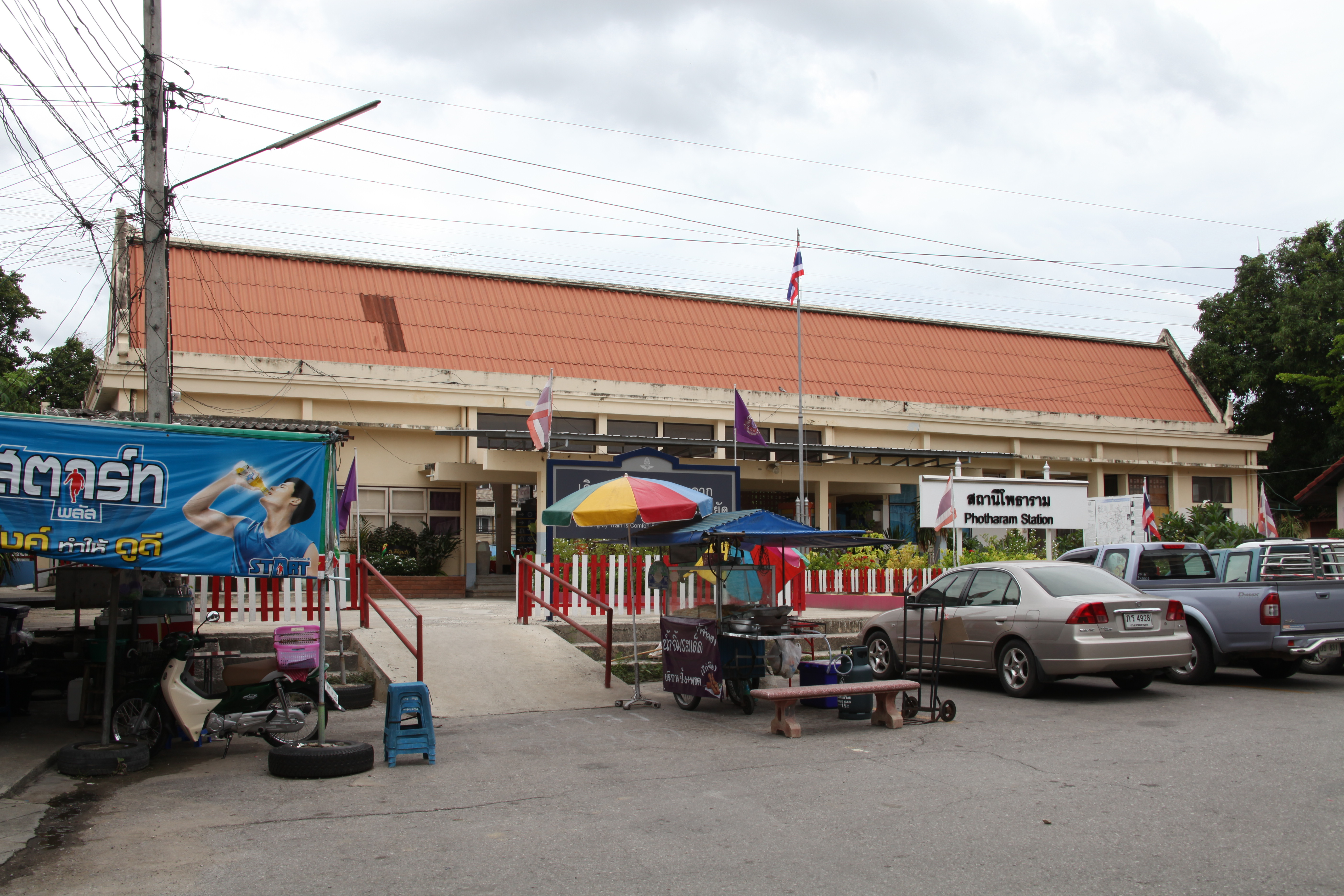
旧駅舎

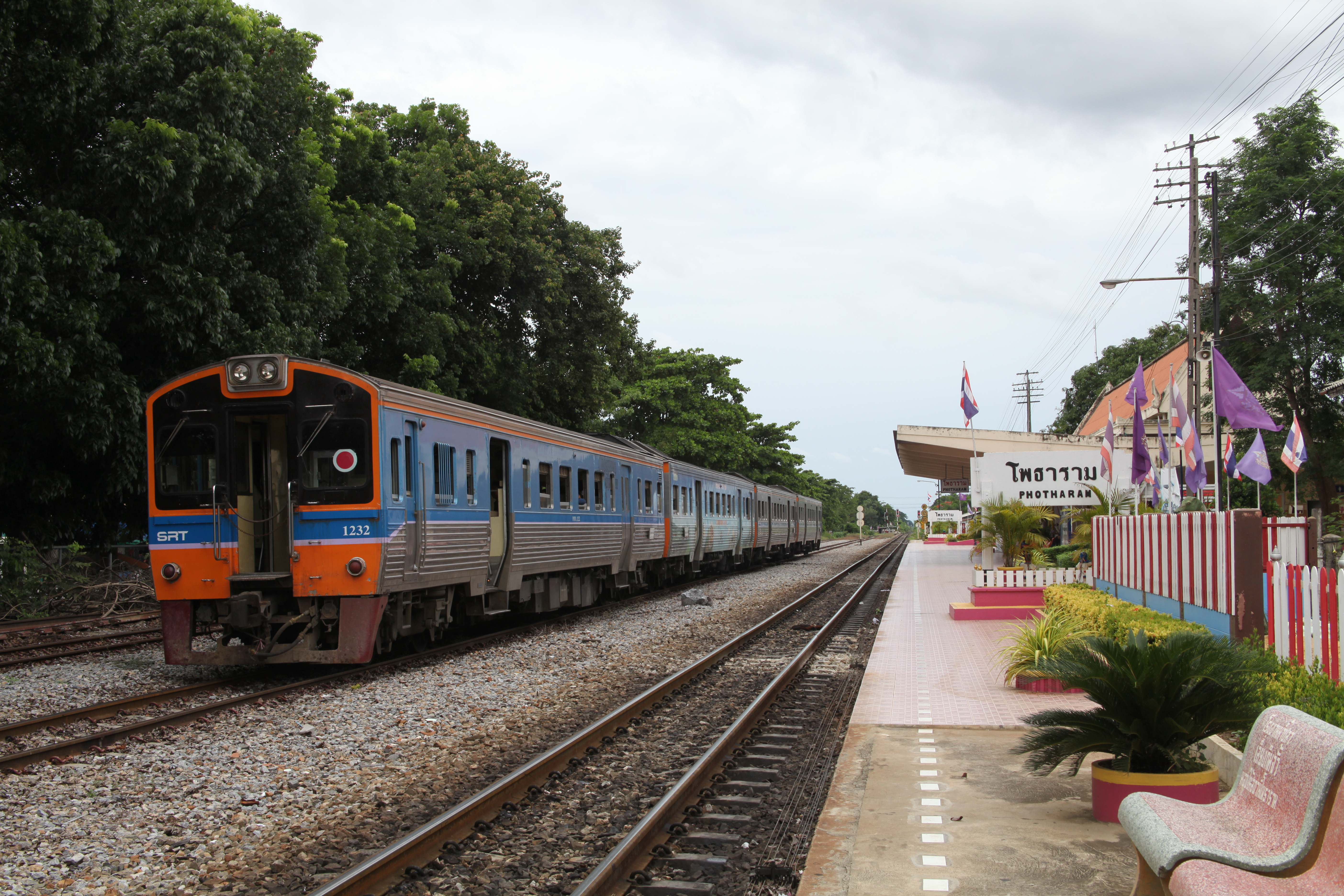
旧駅舎時代のポーターラーム駅構内

相対式2面のホーム2面2線をもつ地上駅であり、地平駅舎はホームに面している。